# Nealyda accincta
Nealyda accincta är en fjärilsart som beskrevs av Edward Meyrick 1923. Nealyda accincta ingår i släktet Nealyda och familjen stävmalar. Inga underarter finns listade i Catalogue of Life.